# Balliamo e cantiamo con Licia/Rimboccata dalla luna la città già dorme
Balliamo e cantiamo con Licia/Rimboccata dalla luna la città già dorme è il quarantatreesimo singolo discografico della cantante italiana Cristina D'Avena pubblicato nel 1988 dalla Five Records S.r.l. e distribuito da C.G.D. Messaggerie Musicali S.p.A.

## Descrizione
Entrambe le canzoni presentano il testo scritto da Alessandra Valeri Manera così come la musica di Ninni Carucci e sono tratte dalla colonna sonora di Balliamo e cantiamo con Licia. Il lato A che porta lo stesso titolo della serie è la sigla di apertura e chiusura della serie TV mentre Rimboccata dalla luna la città già dorme è una canzone interna.

## Tracce
- LP: FM 13194[1]

Lato A
1. Balliamo e cantiamo con Licia – 3:15 (testo: Alessandra Valeri Manera – musica: Carmelo Carucci; edizioni musicali Canale 5 Music[5])

Lato B
1. Rimboccata dalla luna la città già dorme – 3:44 (testo: Alessandra Valeri Manera – musica: Carmelo Carucci; edizioni musicali Canale 5 Music[5])

## Produzione
- Alessandra Valeri Manera[1] – Produzione artistica e discografica
- Direzione Creativa e Coordinamento Immagine Mediaset – Grafica

## Produzione e formazione dei brani

### Balliamo e cantiamo con Licia
- Carmelo Carucci – arrangiamento, tastiera e pianoforte
- Piero Cairo – programmazione synth
- Giorgio Cocilovo – chitarre
- Paolo Donnarumma – basso
- Flaviano Cuffari – batteria elettronica
- I Piccoli Cantori di Milano – cori
- Niny Comolli – direzione coro
- Laura Marcora – direzione coro
- Enzo Draghi – cori aggiuntivi
- Moreno Ferrara – cori aggiuntivi
- Ricky Belloni – cori aggiuntivi
- Silvio Pozzoli – cori aggiuntivi

### Rimboccata dalla luna la città già dorme
- Carmelo Carucci – arrangiamento, tastiera
- Piero Cairo – programmazione synth
- Giorgio Cocilovo – chitarre
- Paolo Donnarumma – basso
- Flaviano Cuffari – batteria elettronica
- Vincenzo Draghi – cori
- Moreno Ferrara – cori
- Ricky Belloni – cori
- Silvio Pozzoli – cori

## Pubblicazioni all'interno di album e raccolte
Balliamo e cantiamo con Licia è stata pubblicata più volte, anche all'interno di album della cantante mentre Rimboccata dalla luna la città già dorme ha avuto solo una pubblicazione su LP e una su CD.
| Anno | Album                                                            | Titolo                                   | Versione                                            |
| ---- | ---------------------------------------------------------------- | ---------------------------------------- | --------------------------------------------------- |
| 1988 | Balliamo e cantiamo con Licia                                    | Balliamo e cantiamo con Licia            | Versione originale                                  |
| 1988 | Balliamo e cantiamo con Licia                                    | Rimboccata dalla luna la città già dorme | Versione originale                                  |
| 1988 | Balliamo e cantiamo con Licia                                    | Balliamo e cantiamo con Licia            | Base strumentale                                    |
| 1988 | Fivelandia 6 - Le più belle sigle originali dei tuoi amici in TV | Balliamo e cantiamo con Licia            | Versione originale                                  |
| 1988 | Fivelandia TV 2                                                  | Balliamo e cantiamo con Licia            | Videoclip utilizzato per la trasmissione televisiva |
| 1991 | Il meglio di Licia e i Bee Hive                                  | Balliamo e cantiamo con Licia            | Versione originale                                  |
| 1992 | Le più belle canzoni di Cristina D'Avena - Volume 2              | Balliamo e cantiamo con Licia            | Versione originale                                  |
| 1993 | Le canzoni di Licia                                              | Balliamo e cantiamo con Licia            | Versione originale                                  |
| 1997 | L'amore è magia                                                  | Balliamo e cantiamo con Licia            | Versione originale                                  |
| 2002 | Cristina D'Avena e i tuoi amici in TV 15                         | Balliamo e cantiamo con Licia            | Versione originale                                  |
| 2006 | Fivelandia 5 & 6                                                 | Balliamo e cantiamo con Licia            | Versione originale                                  |
| 2006 | Fivelandia 6                                                     | Balliamo e cantiamo con Licia            | Versione originale                                  |
| 2010 | Licia e i Bee Hive Story                                         | Balliamo e cantiamo con Licia            | Versione originale                                  |
| 2010 | Licia e i Bee Hive Story                                         | Rimboccata dalla luna la città già dorme | Versione originale                                  |
| 2010 | Licia e i Bee Hive Story                                         | Balliamo e cantiamo con Licia            | Base strumentale                                    |
| 2019 | Fivelandia Reloaded - Volume 6                                   | Balliamo e cantiamo con Licia            | Versione originale                                  |